# Yunganastes
Yunganastes é um gênero de anfíbios da família Craugastoridae.
As seguintes espécies são reconhecidas:
- Yunganastes ashkapara (Köhler, 2000)
- Yunganastes bisignatus (Werner, 1899)
- Yunganastes fraudator (Lynch & McDiarmid, 1987)
- Yunganastes mercedesae (Lynch & McDiarmid, 1987)
- Yunganastes pluvicanorus (De la Riva & Lynch, 1997)